# Эмбирикос, Андреас
Андреас Эмбирикос (греч. Ανδρέας Εμπειρίκος; 1901 — 1975) — первый греческий поэт-сюрреалист, а также психоаналитик.

## Биография
Родился 2 сентября 1901 года в городе Брэила, ныне Румынии, в богатой семье — его отец был крупным судовладельцем; мать — наполовину русской. Вскоре его семья переехала в город Эрмуполис на острове Сирос в Эгейском море. Когда Андреасу было семь лет они переехали в Афины. 
В подростковом возрасте его родители развелись. Он начал учиться на факультете философии Афинского университета, затем вместе с матерью переехал в Лозанну. В последующие годы Эмбирикос обучался во Франции и Англии, где учился в Королевском колледже Лондона. Окончил своё образование в Париже, где изучал психоанализ вместе с французским психиатром René Laforgue.
В 1929 году он познакомился с сюрреалистами и заинтересовался автоматическим письмом. В 1931 году вернулся в Грецию и работал в течение некоторого времени докером. В 1934 году Эмбирикос познакомился с французской писательницей Маргерит Юрсенар и общался с ней. В 1940 году вступил в брак с поэтессой Matsi Hatzilazarou, с которой развелся спустя четыре года. После освобождения страны от фашистской оккупации и в ходе Декабрьских событий 1944 года в Афинах, он был арестован коммунистической организацией Организация охраны народной борьбы.
После Второй мировой войны, в 1947 году, Андреас Эмбирикос женился во второй раз на Vivika Zisi. Через год в Женеве умер его отец. В 1962 году вместе с Одисеасом Элитисом и Yiorgos Theotokas он посетил СССР. Эта поездка вдохновила поэта на создание стихотворения «ES ES ES ER Rossia».
Умер 3 августа 1975 года в Афинах.
Творчество Андреаса Эмбирикоса отмечено двумя основными тенденциями. С одной стороны, он был одним из крупнейших представителей сюрреализма в Греции — его первый поэтический сборник «Ipsikaminos» (Доменная печь) был «книгой ереси» и характеризовался отсутствием знаков препинания и своеобразием языка. Это сделало его произведения одними из самых трудно переводимых в греческой литературе. Сам поэт признавал, что именно оригинальность и экстравагантность данного труда способствовала его успеху. С другой стороны, вместе с Йоргосом Сеферисом он был наиболее значимым представителем «Поколения 30-х годов». Тем не менее навсегда вписал своё имя в поэтическую атмосферу Греции.